# Конысбай (Западно-Казахстанская область)
Конысбай (каз. Қонысбай) — село в Казталовском районе Западно-Казахстанской области Казахстана. Входит в состав Караобинского сельского округа. Находится примерно в 53 км к северо-западу от села Казталовка. Код КАТО — 274851300.

## Население
В 1999 году население села составляло 177 человек (89 мужчин и 88 женщин). По данным переписи 2009 года, в селе проживало 109 человек (54 мужчины и 55 женщин).